# یوسف صدیق
یوسف صدیق (عربی: يوسف صديق)؛ (زاده: ۳ ژانویه ۱۹۱۰ – درگذشته: ۳۱ مارس ۱۹۷۵) با نام کامل یوسف منصور یوسف صدیق الأزهری، افسر مصری، جزو سازمان افسران آزاد در مصر بود.

## سیر زندگی
او در تاریخ ۳ ژانویه ۱۹۱۰ در روستای زاویه المصلوب، استان بنی سویف، در مصر متولد شد. پدر و پدربزرگ او دو افسر در ارتش مصر بودند و پدرش الیوزباشی منصور صدیق در جنگ بازپس‌گیری سودان شرکت داشت و اکثر دوران خدمت خود را در سودان سپری کرد و در سال ۱۹۱۱ درگذشت. پدربزرگ او یوسف صدیق الازهری هنگام انقلاب فرماندار کردفان بود. او و تمامی اعضای خانواده‌اش در زمان انقلاب کشته شدند و تنها فردی که از آن‌ها باقی ماند فرزندانش منصور و احمد بودند. یوسف صدیق تحصیلات ابتدا ییش را در مدرسه ابتدایی الواسطی گذراند و سپس در دبیرستان بنی سویف ادامه تحصیل داد.

## گام‌های نظامی
او در سال ۱۹۳۳ از دانشکده جنگ فارغ‌التحصیل شد و سپس در رسته تاریخ نظامی ادامه داد و مدرک ستاد جنگ را در سال ۱۹۴۵ کسب نمود. وی به یکی از گردان‌های بالسلوم پیوست و فعالیت‌های سیاسی خودش را در بعضی از احزاب به‌خصوص جریانات چپ مصر آغاز نمود. بعد از فروکش کردن جنگ جهانی دوم در جنگ‌هایی که در صحرای غربی جریان داشت شرکت کرد وی همچنین در جنگ فلسطین در سال ۱۹۴۸ شرکت داشت.

## سازمان افسران آزاد
آشنایی یوسف صدیق با سازمان افسران آزاد در زمانی بود که با سروان وحید جوده رمضان در جریان جنگ فلسطین آشنا شد و بعد از سه سال وحید رمضان پیوستن به سازمان افسران آزاد را مطرح نمود که وی نیز بلافاصله آن را پذیرفت. قبل از انقلاب نیز توانست با جمال عبدالناصر و عبدالحکیم عامر آشنا شود.
جمال عبدالناصر در دهمین سالگرد انقلاب وقتی به همین مناسبت سخنرانی می‌کرد به نقش یوسف صدیق در انقلاب و اینکه سعادت داشت تا با یوسف صدیق مواجه شود اشاره نمود.

## انقلاب ژوئیه
ارتباط یوسف صدیق با انقلاب ۲۳ ژوئیه وقتی که در یکی از روزهای اکتبر سال ۱۹۵۱ با وحید رمضان آشنا شده و او نیز پیوستن به سازمان افسران آزاد را به وی پیشنهاد می‌کند شروع می‌شود. او با اهداف و برنامه این سازمان نیز آشنا می‌شود و بعدها فرماندهی گردان اول را عهده‌دار شد.
آشنایی یوسف صدیق با جمال عبدالناصر و عبدالحکیم عامر به‌طور اتفاقی بود زیرا در جریان اجرای طرح‌هایی که داشتند متوجه شد که سربازانش در اطراف دو نفر جمع شده‌اند که بعد فهمید آن‌ها جمال عبدالناصر و عبدالحکیم عامر هستند آن دو فکر می‌کردند که یوسف صدیق را در لباس شخصی خواهند دید و هنگامی که یوسف علت وجود آنان را سؤال کرد یک بحثی نیز بین آن‌ها به وجود آمد نهایتاً جمال عبدالناصر دید که اگر بخواهد ادامه بدهد ممکن است یوسف به مأموریتی که دارد نرسد ولی یوسف اصرار داشت که باید آن را انجام دهد وب دون انجام مأموریت برنخواهد گشت. درحقیقت این موضوع در شرایطی بود که نیروهای یوسف با دستگیری فرمانده لشکر عبدالرحمن مکی و تعدادی دیگر از امرای ارتش استارت انقلاب را زده بود و دیگر مجالی برای تأمل نبود در نتیجه وی تصمیم گرفت تا رسیدن به ساختمان فرماندهی ارتش و اشغال آن ادامه دهد و نهایتاً نیز این ساختمان را به تصرف خودش و نیروهایش درآورد.
آن‌ها وقتی به این ساختمان رسیدند بلافاصله اقدام به پاکسازی طبقه اول نمودند و هنگامی که شاویس یکی از همراهان وی می‌خواست به طبقه بالا برود، بوی هشدار داد که اینکار را نکند ولی شاویس روی تصمیم خودش اصرار می‌کرد و هنگامی که اقدام به باز کردن درب‌های اتاق فرماندهان می‌کرد مشخص شد که تعدادی از آن‌ها به همراه افسرانشان در پشت در هستند و سربازان به سمت این نفرات شلیک نمودند ولی نهایتاً همگی تسلیم شده و دستگیر گردیدند و به این ترتیب یوسف صدیق به عنوان قهرمان واقعی انقلاب شناخته و معرفی گردید که توانست در آخرین لحظات انقلاب را نجات دهد .(ساعت ۲ بعدازظهر ۲۲/۲۳ ژوئیه ۱۹۵۲)

## درخواست او برای بازگشت به کار در مجلس
یوسف صدیق، پس از موفقیت جنبش افسران آزاد، خواستار بازگشت به کار در مجلس و مشارکت در بحث‌های خشونت‌آمیز برای دموکراسی در درون شورای فرماندهی انقلاب شد، وی در مورد این اختلافات در خاطرات خود می‌گوید:
برای من عادی بود که عضو شورای فرماندهی انقلاب بودم، و من تا زمانی که انقلاب اعلام انتخابات در فوریه ۱۹۵۳ نمود در آن باقی ماندم، اما شورای انقلاب بعد از آن این هدف را نادیده گرفت، بنابراین چند بار اقدام به ترک شورا و بازگشت به ارتش کردم ولی این اجازه به من داده نمی‌شد، حتی یک تیم از افسران آزاد شورای فرماندهی انقلاب به رهبری محسن عبدالخالق علیه این شورا قیام کرد و شورای فرماندهی این شورشیان را دستگیر نمود. من خودم با جمال عبدالناصر تماس گرفتم و به او گفتم که نمی‌توانم عضو شورای انقلاب باشم او مرا به قاهره دعوت کرد و در ماه مارس ۱۹۵۳ به من کمک کرد تا برای درمان به سوئیس سفر کنم.
هنگامی که بحران فوریه و مارس ۱۹۵۴ رخ داد، یوسف صدیق در مقالات و نامه‌های خود به محمد نجیب، خواستار انحلال مجلس برای اجرای حقوق قانونی خود و تشکیل یک وزارت ائتلافی با جریانات مختلف سیاسی از وفد گرفته تا اخوان المسلمین و سوسیالیست‌ها و کمونیست‌ها شد، که به خاطر آن او و خانواده اش دستگیر شدند و در آوریل ۱۹۵۴ به زندان نظامی برده شد و سپس آزاد شد و در ماه مه ۱۹۵۵ به روستای خودش رفت و بقیه عمر خویش را در آنجا گذراند.

## درگذشت
انور سادات، رئیس‌جمهور مصر، زمانی که در سال ۱۹۷۰ به قدرت رسید، حقوق بازنشستگی صدیق را برقرار کرد و او را برای درمان پزشکی در مسکو فرستاد. هنگامی که صدیق در ۳۱ مارس ۱۹۷۵ درگذشت، او یک مراسم تدفین نظامی کامل برای او برگزار شد.